# Jacquemontia nummularia
Jacquemontia nummularia är en vindeväxtart som beskrevs av Jacques Denys Denis Choisy. Jacquemontia nummularia ingår i släktet Jacquemontia och familjen vindeväxter. Inga underarter finns listade i Catalogue of Life.